# Świętne
Świętne – wieś w Polsce położona w województwie wielkopolskim, w powiecie konińskim, w gminie Wilczyn, między jeziorem Suszewskim i Wilczyńskim.
W latach 1975–1998 miejscowość administracyjnie należała do województwa konińskiego.